# Christuskirche (Wuppertal-Elberfeld)

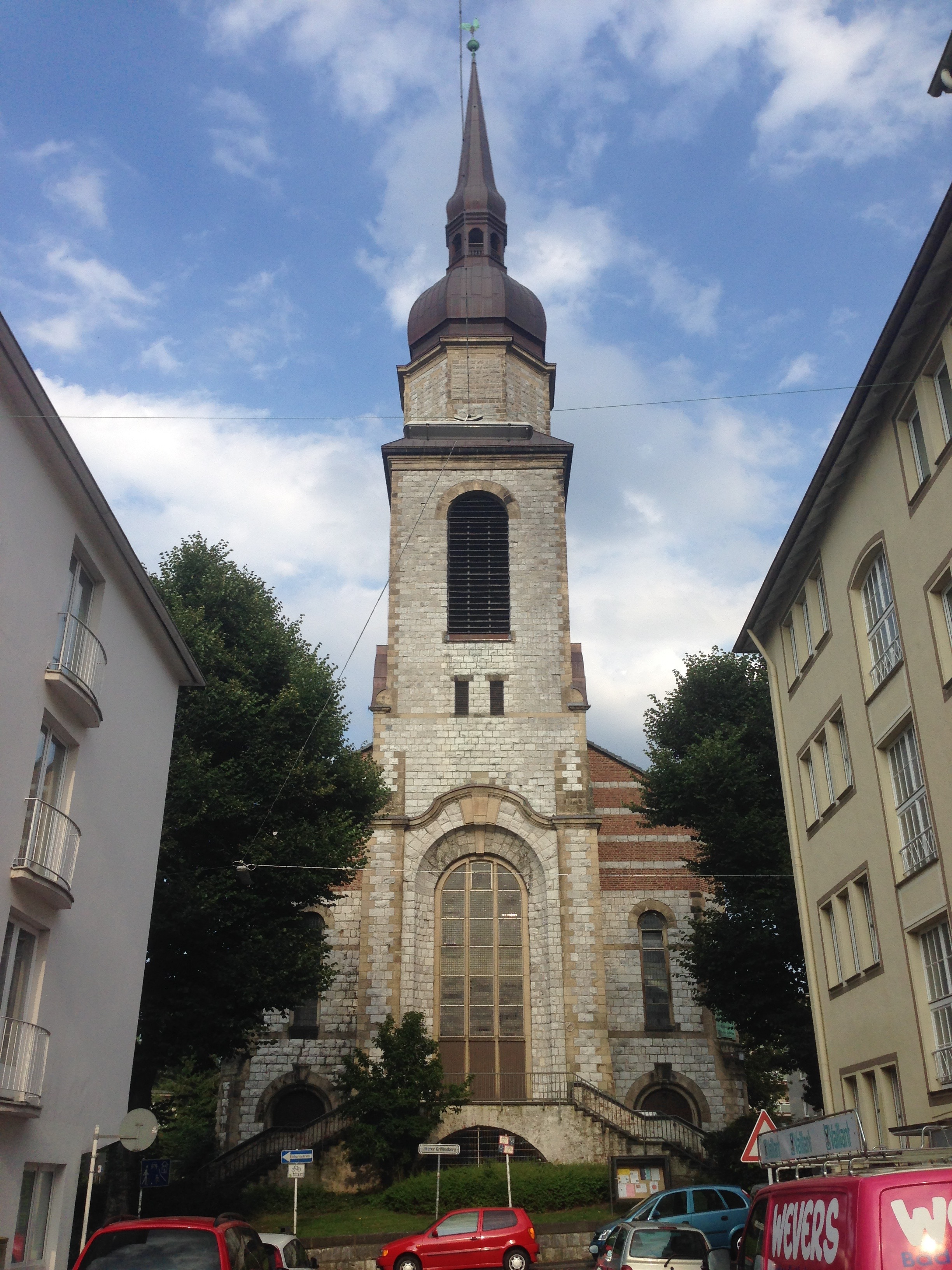
Fassade von Westen

Die Christuskirche in der Südstadt des Wuppertaler Stadtteils Elberfeld ist das vierte für die lutherische Gemeinde Elberfelds errichtete Kirchengebäude.
Die Christuskirche ist heute neben der nach dem Krieg als Notkirche errichteten Johanneskirche Gottesdienststätte der Evangelischen Kirchengemeinde Elberfeld-Südstadt im Kirchenkreis Wuppertal der Evangelischen Kirche im Rheinland.

## Baugeschichte
An der Wende zum 20. Jahrhundert hatte die lutherische Gemeinde Elberfelds die Zahl von 60.000 Gläubigen überschritten. Schon 1890 war ein Grundstück am Grifflenberg von der Familie Schreiner zur Verfügung gestellt worden, und es bildete sich ein Kirchbauverein, der dem Regierungsbaumeister Heinrich Plange den Auftrag zu einem Entwurf für die neue Kirche erteilte. Ein Wunsch der Gemeinde war, das neue Gebäude möge der Alten Kirche am Kolk nachempfunden sein, allein schon die geforderte Sitzplatzzahl von 1.300 Plätzen machte dies nahezu unmöglich. Dennoch orientierte sich der Architekt vornehmlich an Formen des „Bergischen Barock“, die er mit Renaissance-Elementen verband.
Plange war einige Jahre zuvor mit Entwurfsskizzen für die reformierte Friedhofskirche an dem prominenten Architekten Johannes Otzen gescheitert, deren grundsätzliche Anlage mit Langhaus, Querarmen und vorgesetztem Turm wurde dann jedoch offenbar in der Christuskirche verwirklicht.

### Grundsteinlegung

Die Christuskirche nach der Fertigstellung

Der erste Spatenstich fand 1898 statt. Am 15. Mai 1899 konnte dann der Grundstein gelegt werden, dessen Inschrift aus Hebräer 13, Vers 8 auf die Grundlage von Kirche und Gemeinde Bezug nimmt: „Jesus Christus, gestern und heute und derselbe auch in Ewigkeit.“ Baubeginn für die Kirche war im Mai 1899, am 5. Dezember 1901 wurde sie durch den Generalsuperintendenten Valentin Umbeck eingeweiht.
Der Kirchenbau ist nach Osten ausgerichtet. Ein quadratischer 70 Meter hoher Turm mit einem achteckigen Aufbau, an den sich zwei Treppenhäuser anlehnen, bestimmt die Westfassade. Den einschiffigen, längsrechteckigen Raum erweiterte Plange durch zwei kurze Querarme zu einem lateinischen Kreuz, die zwei Joche des Langhauses und die Querarme wurden mit stützenlosen Emporen überbaut. Die verhältnismäßig große Vierung verlieh dem Gebäude dennoch den Eindruck eines Zentralbaus, der durch die konkave Sängertribüne im polygonalen Chor und die halbrunde Emporenbrüstung an der westlichen Empore verstärkt wurde. Altar, Kanzel, Sängerempore und Orgel waren zentral hintereinander angeordnet, die Bänke im Parterre kreisförmig auf Altar und Kanzel ausgerichtet. Interessant ist dabei, wie Plange Bauformen des Bergischen Barock mit den Ideen des Wiesbadener Programms verband, das den Gemeinderaum eng um Altar und Kanzel anordnet. Auch die Friedhofskirche von Johannes Otzen mag hier Anregungen gegeben haben.

### Kriegsschäden
Im Verlaufe des Zweiten Weltkrieges wurden alle Kirchen verpflichtet, ihre Bronzeglocken abzugeben, so wurden auch die vier Glocken der Christuskirche abtransportiert. Der Bombenangriff in der Nacht 24.–25. Juni, der die gesamte Südstadt schwer zerstörte, beschädigte auch die Christuskirche. Eine Brandbombe fiel durch das Dach, zündete jedoch nicht. Der damalige Organist Neumann hat die Bombe unter Lebensgefahr aus der Kirche gebracht. Das Dach war durch den Blindgänger teilweise abgedeckt und einige Fenster zerstört, die Kirche hätte erhalten werden können. Materialnot und Plünderer machten sie dann zur Ruine.

### Wiederaufbau

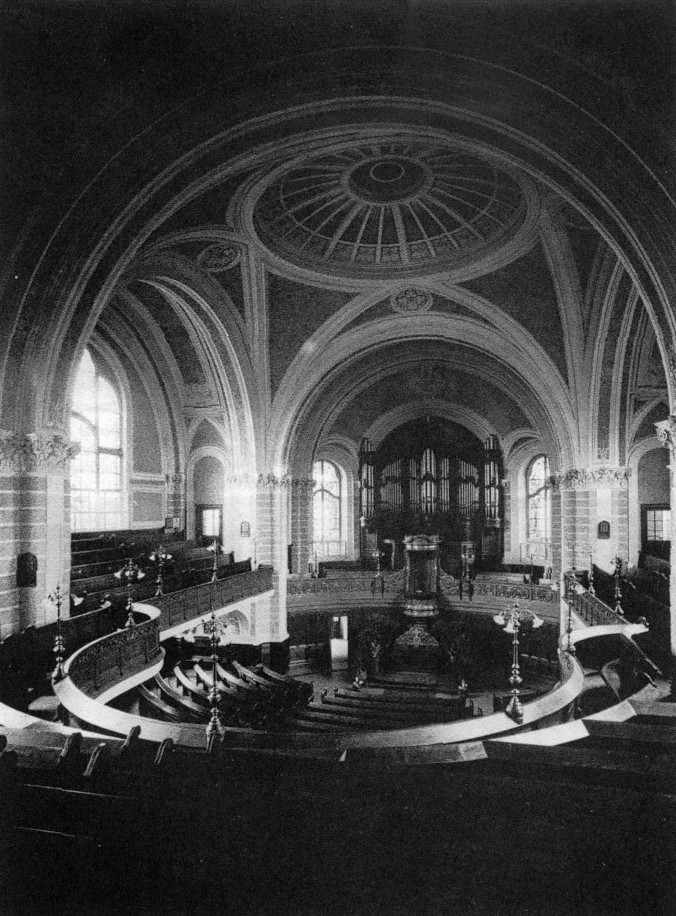
Das Innere der Christuskirche ursprünglichen Zustand

1947 rief Pfarrer Bröcking mit dem Spruch aus Nehemiah 2,18 „So lasst uns auf sein zum Bauen. Und ihre Hände werden gestärkt zum Guten!“ zur Enttrümmerung auf. Am 1. Advent 1948 konnte ein behelfsmäßiger Kirchraum für 250 Personen innerhalb der Kirchenmauern sowie eine kleine Küsterwohnung eingeweiht werden. 
Drei der vier Christuskirchenglocken waren nach dem Krieg auf der Glockensammelstelle bei Hamburg wiedergefunden worden und standen bereits wieder im Turm. Die kleinste, die Stundenglocke der Uhr blieb jedoch verschollen, so dass man sich entschloss, die Zifferblätter zu entfernen und auf eine Uhr zu verzichten. 1953 wurde der Christuskirchbauverein gegründet und verkaufte Bausteine für die Wiedererrichtung der Christuskirche.
1955 wurde das Gebäude nach Plänen des Trierer Architekten Heinrich Otto Vogel in durchaus eigenständigen, modernen Architekturformen neu errichtet. Das Äußere, insbesondere der Turm, wurde dabei teilweise erhalten. Ein Satteldach überspannt einheitlich Langhaus und Querarme. Den Innenraum gestaltete der Architekt völlig neu. Ähnlich wie einige Jahre später bei der Sophienkirche wurde das Niveau des Kirchenraumes auf die Höhe der Emporen erhöht, darunter wurden Gemeinderäume untergebracht. Die notwendige Erhöhung der Außenwände wurde als Erinnerung an die Zerstörung mit sichtbaren Trümmerziegeln ausgeführt. Vogel betonte die Längsform des Raumes durch einen breiten Mittelgang und ein zentrales Fenster im Chor, die Orgel wurde an die Westseite verlegt. Schlanke, schlichte Stahlrohrstützen tragen über die gesamte Länge des Raumes das im Innern wiedergegebene Satteldach und gliedern den Raum in drei Schiffe; in die Querhausarme sind Emporen eingezogen.
Am 9. September 1956 wurde die wiederaufgebaute Christuskirche durch Präses Heinrich Held eingeweiht. Die Baukosten betrugen circa eine Million DM, davon wurden durch den Christuskirchbauverein 94.000 DM beigetragen.
Bereits im Mai 1961 wurde der Turm wieder eingerüstet um den Umgang und die Öffnungen der Turmuhren zu entfernen.
Im August 1962 beginnt der Einbau der Orgel durch Professor Karl Schuke, Berlin, drei Manuale, Hauptwerk-Positiv-Brustwerk-Pedalwerk, 2464 Pfeifen, 35 Register. (Die zerstörte Orgel hatte 41 Register und alte Südstädter erinnern sich, dass Plünderer und Vandalen die Orgelpfeifen in der ganzen Südstadt verteilt hatten.)
Im Jahre 1977 wurden zwei der Glocken aus dem Turm gehoben, da sie Risse zeigten und schon länger nicht mehr geläutet werden konnten. Wahrscheinlich handelte es sich um Schäden, die durch die Transporte während des Krieges entstanden waren. Wenige Wochen später konnten die reparierten Glocken wieder in Betrieb genommen werden.
1979 wurden das Mauerwerk und die Verfugung des Turmes saniert und 1981 erfolgte ein Umbau der Gemeinderäume im Untergeschoss um dem erhöhten Raumanspruch der florierenden Gemeindearbeit Rechnung zu tragen. Am 27. Oktober 1989 wurde die Christuskirche mit der Nummer D 1657 unter Denkmalschutz gestellt. In den Jahren 2011 bis 2013 musste der marode Turmhelm durch einen neuen kupfernen ersetzt werden.